# Monoxyde de chlore

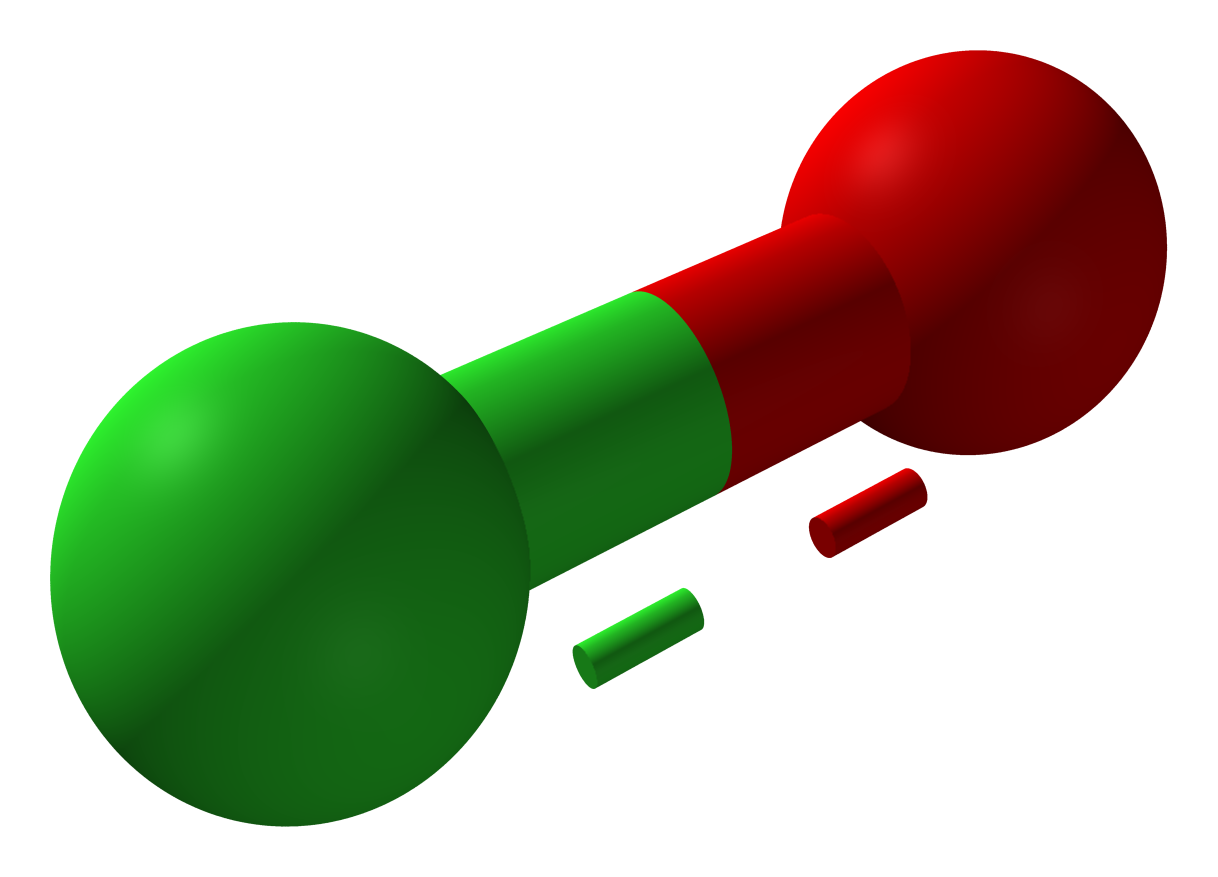
Simulation 3D d'une molécule de monoxyde de chlore.

Le monoxyde de chlore (ou oxyde de dichlore) est un radical chimique dont la formule chimique est ClO. Il joue un rôle important dans le processus de destruction de la couche d'ozone. Dans la stratosphère, les atomes de chlore réagissent avec des molécules d'ozone pour former le monoxyde de chlore et l'oxygène.
Cl· + O3 → ClO· + O2
Cette réaction cause l'appauvrissement de la couche d'ozone. La réaction se poursuit et les molécules ClO réagissent selon la réaction chimique suivante :
ClO· + O· → Cl· + O2
Cette réaction permet de régénérer le chlore. Ainsi, la réaction globale de la décomposition d'ozone est catalysée par le chlore, en effet, l'atome de chlore reste inchangé. La réaction globale est :
O· + O3 → 2O2